# Raimund Bollenberger
Raimund Bollenberger (* 29. April 1965 in Wien; † 30. März 2019) war ein österreichischer Jurist und Universitätsprofessor. Bollenberger war Professor für Zivilrecht, Bankrecht und Insolvenzrecht am Institut für Zivil- und Zivilverfahrensrecht der Wirtschaftsuniversität Wien. Außerdem war er als Rechtsanwalt tätig.

## Leben
Raimund Bollenberger absolvierte die Matura im Jahr 1983 am Bundesgymnasium Babenbergerring in Wiener Neustadt und leistete von Oktober 1983 bis Mai 1984 Präsenzdienst. Anschließend begann er das Studium der Rechtswissenschaften an der Rechtswissenschaftlichen Fakultät der Universität Wien, wo er im März 1991 zunächst das Diplomstudium mit dem Titel Magister iuris (Mag.iur.) abschloss. Von März 1991 bis Jänner 1992 absolvierte Bollenberger im Anschluss die Gerichtspraxis im Sprengel des Oberlandesgerichts Wien. Im März 1994 folgte der Abschluss des Doktoratsstudiums der Rechtswissenschaften mit der Promotion zum Doktor der Rechtswissenschaften (Dr. iur.).
Ab November 1991 war Raimund Bollenberger zunächst am Institut für Zivilrecht der Universität Wien bei Professor Helmut Koziol als Universitätsassistent tätig. Nach der Promotion im Jahr 1994 folgte im Jahr 1998 die Habilitation Bollenbergers im Fach Zivilrecht mit einer Habilitationsschrift zum Thema „Das stellvertretende Commodum“. In der Folge war er als Universitätsdozent und später als außerordentlicher Universitätsprofessor am Institut für Zivilrecht der Universität Wien beschäftigt.
Ab März 2000 war er an der Universität Wien vollständig karenziert, da er zu diesem Zeitpunkt die Tätigkeit als Rechtsanwaltsanwärter in der Kanzlei Doralt Seist Csoklich aufnahm. Im Juli 2003 absolvierte er die Rechtsanwaltsprüfung mit ausgezeichnetem Erfolg und wurde damit eingetragener Rechtsanwalt. Seit 2005 war er auch Partner der Rechtsanwaltssozietät Doralt Seist Csoklich. 
Zwischenzeitlich nahm Raimund Bollenberger im Wintersemester 2002/03 noch eine Gastprofessur an der Rechtswissenschaftlichen Fakultät der Universität Graz an. 2003/04 kam Bollenberger im Rahmen eines Lehrauftrags für Bankvertrags-, Kreditsicherungs- und Insolvenzrecht erstmals an die Wirtschaftsuniversität Wien. Im Oktober 2007 wurde er von der Wirtschaftsuniversität Wien schließlich zum ordentlichen Universitätsprofessor für Zivil- und Unternehmensrecht bestellt, was er bis zu seinem Tod nach schwerer Krankheit im März 2019 blieb.